# Тхамлуангнангнон
Тхамлуангнангнон (тайск. ถ้ำหลวงนางนอน [tʰâm lǔaŋ nāːŋ nɔ̄ːn]— «великая пещера спящей женщины»), Тхамлуанг (тайск. ถ้ำหลวง — «великая пещера»), Тхамнамчам (тайск. ถ้ำน้ำจำ — «пещера Нам-Чам») или Тхамъяй (тайск. ถ้ำใหญ่ — «большая пещера») — карстовая система пещер в горном хребте Дойнангнон на севере Таиланда в трёх километрах от границы с Мьянмой. Располагается на три километра западнее трассы H110, на северо-западном углу лесопарка Тхамлуанг — Кхуннамнангнон.

## Описание

### Геология
Входной зал пещеры имеет длину 80 метров. Дальше проходит частично цементированная километровая дорога, по которой водят туристов. У окончания этой дороги начинается группа залов и обвалов. Эта часть пещеры не была хорошо исследована. Через несколько сотен метров пещера сужается до грязного прохода в два метра вширь и три метра ввысь. Где-то через 1,75 километров проход делает петлю на север перед тем как развернуться на север на 180°. Вскоре проход сужается так, что в нём можно только ползти; он часто остаётся затопленным и в тёплый сезон. Примерно через 600 метров проход расширяется так, что можно идти. Он заканчивается высоким питчем. Всего пещера проходит через 10,3 километров известняковых пород и содержит множество глубоких пазов, узких туннелей, обвалов и сифонов. На всей длине в пещере встречаются сталактиты и сталагмиты. Через пещеру проходит постоянный поток воды, затекающий с западной стороны, протекающий по каналу длиной в несколько метров и выходящий через восточную стену.
Первая экспедиция в основную пещеру системы была проведена французскими спелеологами в 1986—1987 годах. Следующая экспедиция была проведена в 2014—2015 годах британскими спелеологами Верном Унсвортом, Мартином Эллисом, Филом Коллеттом и Робом Харпером.

### Туризм
Пещеру можно осмотреть только с ноября по июнь. Неподалёку от главного входа располагается туристический центр с подробной картой пещеры, менее чем в сотне метров от пещеры есть парковка. Первый километр пещеры доступен для посещений с гидами с ноября по июнь. Во время сезона дождей пещера затапливается и закрывается для посетителей.
С 17 июля 2018 года пещера официально закрыта для посещения в целях проведения восстановительных работ после проведения спасательной операции.
Местными властями подана заявка на присвоение пещере статуса национального парка общегосударственного значения. В дальнейшем там предполагается размещение музея спасательной операции и международного полигона подготовки спасателей.

### Фауна[1]
- Belisana erawan[вьет.] Huber 2005
- Troglopedetes multispinosus Deharveng et Gers 1993
- Rattus andamanensis[англ.] Blyth 1860
- Aquapteridospora lignicola Yang et al. 2015

## Спасательная операция 2018 года
В 2018 году 12 подростков в возрасте от 11 до 17, члены юниорской футбольной команды, и их 25-летний тренер были заперты в пещере на 18 дней из-за наводнения. Они были успешно спасены совместной операцией таиландского правительства, таиландской армии и группы профессиональных пещерных дайверов со всего мира. Британские дайверы Ричард Стэнтон и Джон Волантен нашли их на илистом выступе в четырёх километрах от входа через девять дней после их исчезновения. Усилиями глобальной операции, освещаемой в мировых СМИ, их жизни были спасены. Всего в операции участвовало 90 дайверов, в том числе 50 иностранцев. Бывший служащий военно-морского флота, дайвер Саман Кунан, погиб в ходе миссии, исчерпав запасы кислорода.